# خاوا آلبرشتاین
خاوا آلبرشتاین (به عبری: חוה אלברשטיין) (زاده ۸ دسامبر ۱۹۴۷ در شچچین، لهستان) خواننده، ترانه‌سرا و آهنگ‌ساز اسرائیلی است.

## زندگی‌نامه
خاوا آلبرشتاین که در لهستان زاده شد در سال ۱۹۵۰ همراه با خانواده خود به اسرائیل نقل مکان کرد. در سال ۱۹۶۴ در حالیکه ۱۷ سال داشت برای اجرا در کلوب شبانه همام در یافا دعوت شد. او چهار آهنگ خواند که در آن‌ها خود گیتار می‌نواخت و برادرش آلکس کلارینت. این برنامه به صورت زنده در رادیو پخش شد.